# Nati il 4 dicembre
| Questa pagina contiene informazioni ricavate automaticamente dalle voci biografiche con l'ausilio del template Bio e di un bot. L'aggiornamento è periodico e automatico e ricostruisce completamente la pagina. Se manca una persona in questa lista, sei pregato di non aggiungerla, ma accertati piuttosto che la sua voce biografica contenga il template Bio e che i dati anagrafici siano correttamente compilati. Se il template Bio manca, inseriscilo tu stesso o, in alternativa, metti l'avviso {{tmp\|Bio}} che ne segnala la mancanza. Se i dati riportati sono sbagliati, correggi direttamente la voce biografica; le modifiche saranno visibili in questa lista entro pochi giorni. Per chiarimenti vedi il progetto biografie. La lista contiene solo le 997 persone che sono citate nell'enciclopedia e per le quali è stato implementato correttamente il template Bio. Pagina aggiornata al 29 lug 2025. |

## I secolo(1)
- 34 - Aulo Persio Flacco, poeta romano († 62)

## XV secolo(2)
- 1406 - Margherita di Valois-Orléans, nobile francese († 1466)
- 1428 - Bernardo VII di Lippe, sovrano tedesco († 1511)

## XVI secolo(12)
- 1512 - Jerónimo Zurita y Castro, storico spagnolo († 1580)
- 1537 - Angelo Guerra d'Anagni, pittore italiano († 1613)
- 1555 - Heinrich Meibom, storico e poeta tedesco († 1625)
- 1570 - Francesco Giarratana, religioso italiano († 1645)
- 1571 - Ferdinando d'Asburgo, principe († 1578)
- 1575 - Monaca di Monza, religiosa italiana († 1650)
- 1580 - Nabeshima Katsushige, militare giapponese († 1657)
- 1585 - John Cotton, predicatore inglese († 1652)
- 1593 - Barbara di Württemberg, nobile († 1627)
- 1595 - Jean Chapelain, poeta e critico letterario francese († 1674)
- 1596 - Orsola Caccia, religiosa e pittrice italiana († 1676)
- 1596 - Nicolas Perrey, incisore e pittore francese († 1661)

## XVII secolo(11)
- 1616 - Francesco Giacinto Gonzaga, religioso italiano († 1630)
- 1617 - Federico Visconti, cardinale e arcivescovo cattolico italiano († 1693)
- 1625 - Gerolamo Quadrio, architetto svizzero († 1679)
- 1638 - Rafael Bluteau, religioso e lessicografo francese († 1734)
- 1647 - Daniel Eberlin, compositore e direttore d'orchestra tedesco († 1715)
- 1660 - André Campra, compositore e direttore d'orchestra francese († 1744)
- 1660 - Baldassarre Cattaneo Della Volta Paleologo, nobiluomo e mecenate italiano († 1739)
- 1670 - John Aislabie, politico inglese († 1742)
- 1689 - Giovanni Francesco Maria Marchi, compositore italiano († 1740)
- 1694 - Pietro Girolamo Guglielmi, cardinale italiano († 1773)
- 1695 - Francisco Serrano Frías, vescovo cattolico, missionario e santo spagnolo († 1748)

## XVIII secolo(41)
- 1707 - Luisa Francesca di Borbone, nobile francese († 1743)
- 1708 - Giorgio Doria, cardinale e arcivescovo cattolico italiano († 1759)
- 1709 - Mauro Sarti, religioso e storico italiano († 1766)
- 1711 - Maria Barbara di Braganza, principessa portoghese († 1758)
- 1713 - Gasparo Gozzi, letterato e giornalista italiano († 1786)
- 1713 - Tommaso Maria Mamachi, teologo e storico italiano († 1792)
- 1716 - Balthazard Marie Émérigon, giurista francese († 1784)
- 1727 - Johann Gottfried Zinn, medico, anatomista e botanico tedesco († 1759)
- 1734 - Francesco Paolo Nicola de Leon, medico, politico e storico italiano († 1809)
- 1735 - Josephus Nicolaus Laurenti, biologo austriaco († 1805)
- 1736 - Charles de Villette, politico e scrittore francese († 1793)
- 1750 - Henri Grégoire, presbitero e politico francese († 1831)
- 1751 - Giovanni Pindemonte, poeta e drammaturgo italiano († 1812)
- 1755 - Francesco Caucig, pittore e disegnatore sloveno († 1828)
- 1755 - Francesco Guidobono Cavalchini, cardinale italiano († 1828)
- 1761 - Jean-Louis Laya, drammaturgo e critico letterario francese († 1833)
- 1762 - Jurij Aleksandrovič Golovkin, nobile e politico russo († 1846)
- 1764 - Richard Bingham, politico irlandese († 1839)
- 1765 - Georg Johann von Wrede, militare austriaco († 1843)
- 1768 - Ambrose Maréchal, religioso e arcivescovo cattolico francese († 1828)
- 1768 - Aimée du Buc de Rivéry, francese
- 1777 - Jean-Jacques Blanpain, astronomo francese († 1843)
- 1781 - Philipp von Neumann, diplomatico e nobile austriaco († 1851)
- 1783 - Christoph Friedrich Otto, botanico tedesco († 1856)
- 1784 - Carlotta Federica di Meclemburgo-Schwerin, principessa danese († 1840)
- 1785 - James Whitley Deans Dundas, ammiraglio britannico († 1862)
- 1785 - Ignatius Josephus van Regemorter, pittore fiammingo († 1873)
- 1787 - Tommaso Minardi, pittore e docente italiano († 1871)
- 1789 - Micurà de Rü, presbitero e linguista austriaco († 1847)
- 1791 - Jane Griffin, viaggiatrice e filantropa britannica († 1875)
- 1792 - Charles-Marie-Joseph Despine, politico francese († 1859)
- 1792 - Giovanni Regis, magistrato e politico italiano († 1870)
- 1795 - Thomas Carlyle, saggista, storico e filosofo scozzese († 1881)
- 1795 - Joseph Toussaint Reinaud, storico e orientalista francese († 1867)
- 1797 - George Tupou I, re tongano († 1893)
- 1798 - Jacopo Crescini, drammaturgo, poeta e librettista italiano († 1848)
- 1798 - Jules-Armand Dufaure, politico francese († 1881)
- 1799 - Giuseppe Pardini, architetto italiano († 1884)
- 1799 - Giovenale Vegezzi Ruscalla, politico italiano († 1885)
- 1800 - Emil Aarestrup, poeta e medico danese († 1856)
- 1800 - William Fenwick Williams, generale e politico inglese († 1883)

## XIX secolo(156)
- 1801 - Gabriele della Genga Sermattei, cardinale e arcivescovo cattolico italiano († 1861)
- 1802 - Giovanni Buoni, fantino italiano
- 1804 - Antonio Andreuzzi, patriota italiano († 1874)
- 1804 - Louis Bernard Bonjean, giurista e politico francese († 1871)
- 1804 - Calvert Jones, matematico, pittore e fotografo gallese († 1877)
- 1804 - Gustave Olivier Lannes de Montebello, generale e politico francese († 1875)
- 1804 - Julia Pardoe, poetessa, scrittrice e storica inglese († 1862)
- 1806 - Johann Friedrich Franz Burgmüller, pianista e compositore tedesco († 1874)
- 1806 - John T. Graves, giurista e matematico irlandese († 1870)
- 1806 - Philipp Wilhelm Wirtgen, botanico tedesco († 1870)
- 1807 - Sher Singh, indiano († 1843)
- 1808 - Édouard de Bièfve, pittore belga († 1882)
- 1808 - Michelangelo Castelli, politico italiano († 1875)
- 1808 - Massimiliano Giuseppe in Baviera, nobile tedesco († 1888)
- 1813 - Giovita Lazzarini, patriota e politico italiano († 1849)
- 1813 - Giacomo Mattei, politico italiano († 1886)
- 1814 - Pietro Balzar, baritono italiano
- 1814 - Germano Sassaroli, patriota, educatore e poeta italiano († 1887)
- 1815 - August Wilhelm Zumpt, filologo classico e epigrafista tedesco († 1877)
- 1816 - Benjamin Silliman, Jr., chimico statunitense († 1885)
- 1818 - Luigi Lezzani, poeta e traduttore italiano († 1861)
- 1820 - Caroline Baron, religiosa francese († 1882)
- 1821 - Ernst Wilhelm Tempel, astronomo tedesco († 1889)
- 1822 - Frances Power Cobbe, scrittrice e attivista irlandese († 1904)
- 1823 - Costanzo Mazzoni, chirurgo italiano († 1885)
- 1823 - Franz Heinrich Reusch, teologo tedesco († 1900)
- 1825 - Aleksej Nikolaevič Pleščeev, scrittore russo († 1893)
- 1827 - Filippo Baglioni, politico italiano († 1901)
- 1828 - Luigi Vannuccini, direttore d'orchestra e compositore italiano († 1911)
- 1829 - Gaetano Tacconi, politico italiano († 1916)
- 1830 - Giacomo Grillo, banchiere italiano († 1895)
- 1833 - George Henry Boughton, pittore e scrittore statunitense († 1905)
- 1834 - Kawakami Gensai, rivoluzionario giapponese († 1871)
- 1835 - Samuel Butler, scrittore inglese († 1902)
- 1836 - Cesare Finzi, matematico italiano († 1908)
- 1836 - Philip Richard Morris, pittore inglese († 1902)
- 1838 - Melesio Morales, compositore e direttore d'orchestra messicano († 1908)
- 1840 - Julio Calcaño, scrittore, critico letterario e giornalista venezuelano († 1918)
- 1841 - Frederik van Bylandt, diplomatico e politico olandese († 1924)
- 1842 - Franz Xaver Wernz, gesuita tedesco († 1914)
- 1843 - Elias Boutros Hoayek, vescovo cattolico e patriarca cattolico libanese († 1931)
- 1843 - Harry Rickards, attore e impresario teatrale britannico († 1911)
- 1844 - Caroline Weldon, artista e attivista svizzera († 1921)
- 1847 - Luigi Simeoni, politico italiano († 1910)
- 1849 - Carlos FitzJames Stuart, XVI duca d'Alba, nobile e diplomatico spagnolo († 1901)
- 1849 - Ernesto Köhler, compositore e flautista italiano († 1907)
- 1850 - María Isabel Manuel de Villena, nobildonna spagnola († 1929)
- 1852 - Orest Chvol'son, fisico russo († 1934)
- 1853 - Giuseppe Colica, ingegnere e scrittore italiano
- 1853 - Errico Malatesta, anarchico e scrittore italiano († 1932)
- 1854 - Lars Romell, micologo svedese († 1927)
- 1854 - Massimo Tamberi, fantino italiano
- 1855 - Franz Muncker, storico della letteratura tedesco († 1926)
- 1859 - Nikolajs Alunāns, compositore, musicologo e critico musicale lettone († 1919)
- 1859 - Harold Morse, calciatore inglese († 1935)
- 1860 - Lillian Russell, soprano e attrice statunitense († 1922)
- 1860 - Charles de Broqueville, nobile e politico belga († 1940)
- 1862 - Joseph Howard, politico maltese († 1925)
- 1863 - Alfred Edward Moffat, musicista, compositore e editore scozzese († 1950)
- 1863 - Samuel Ball Platner, archeologo statunitense († 1921)
- 1864 - Ugo Conti Sinibaldi, giurista e politico italiano († 1942)
- 1865 - Edith Cavell, infermiera britannica († 1915)
- 1865 - Luther Gulick, insegnante e dirigente sportivo statunitense († 1918)
- 1865 - Angelo Majorana Calatabiano, giurista e politico italiano († 1910)
- 1865 - Francesco Rossi, militare italiano († 1917)
- 1866 - Alfredo Corradini, chimico e imprenditore italiano († 1939)
- 1866 - Mattia Forte, compositore italiano († 1923)
- 1866 - Guido Liuzzi, generale italiano († 1942)
- 1867 - Elvira Madigan, circense danese († 1889)
- 1867 - Max de Blumer, ciclista russo († 1890)
- 1868 - Jesse Burkett, giocatore di baseball statunitense († 1953)
- 1868 - Charles Henri Dumesnil, ammiraglio francese († 1946)
- 1868 - Richard Roland Holst, pittore olandese († 1938)
- 1869 - Henri Leclercq, teologo francese († 1945)
- 1869 - Virginia Mariani Campolieti, pianista e compositrice italiana († 1941)
- 1869 - Georges Pallu, sceneggiatore e regista francese († 1948)
- 1872 - Tina Di Lorenzo, attrice teatrale italiana († 1930)
- 1873 - Pelegrín Franganillo Balboa, aracnologo, naturalista e religioso spagnolo († 1955)
- 1875 - Giovanni Pranzini, vescovo cattolico italiano († 1935)
- 1875 - Rainer Maria Rilke, scrittore, poeta e drammaturgo austriaco († 1926)
- 1876 - Filippo Anivitti, pittore italiano († 1955)
- 1876 - Maurice Challiot, regista francese († 1936)
- 1876 - Agenore Frangipani, generale italiano († 1941)
- 1877 - Frank Jay Gould, imprenditore e filantropo statunitense († 1956)
- 1878 - Federico Caudana, organista, direttore di coro e compositore italiano († 1963)
- 1879 - Eligio Ayala, politico paraguaiano († 1930)
- 1879 - Gabriele Canelli, giurista italiano († 1937)
- 1879 - Hamilton Harty, direttore d'orchestra, compositore e organista irlandese († 1941)
- 1879 - Aldo Mieli, storico della scienza e attivista italiano († 1950)
- 1879 - Beniamino Nicola, calciatore e medico italiano († 1963)
- 1879 - Birger Sörvik, ginnasta svedese († 1978)
- 1879 - Antti Tulenheimo, politico finlandese († 1952)
- 1880 - Pedro Segura y Sáenz, cardinale e arcivescovo cattolico spagnolo († 1957)
- 1880 - Thomas Sylvester Taylor, calciatore canadese († 1945)
- 1880 - Garfield Wood, inventore, imprenditore e pilota motonautico statunitense († 1971)
- 1881 - Felice Nazzaro, pilota automobilistico italiano († 1940)
- 1881 - Erwin von Witzleben, generale tedesco († 1944)
- 1883 - Amleto Barbieri, baritono italiano († 1957)
- 1883 - Felice Casorati, pittore, incisore e designer italiano († 1963)
- 1883 - Giuseppe Pafundi, generale italiano († 1969)
- 1883 - Katharine Susannah Prichard, scrittrice australiana († 1969)
- 1884 - Harvey Cohn, mezzofondista e siepista statunitense († 1965)
- 1884 - Cesarino Franco, compositore e flautista italiano († 1959)
- 1884 - Giulia Recli, compositrice e saggista italiana († 1970)
- 1884 - Dewi Sartika, educatrice indonesiana († 1947)
- 1885 - Sesto Bisogni, politico italiano († 1940)
- 1886 - Ludwig Bieberbach, matematico tedesco († 1982)
- 1886 - Al Haskell, attore statunitense († 1969)
- 1886 - Charles Lomberg, multiplista svedese († 1966)
- 1886 - Jan Thomée, calciatore olandese († 1954)
- 1886 - Nibha Nobhadol del Siam, principessa thailandese († 1935)
- 1887 - Will Grohmann, critico d'arte e storico dell'arte tedesco († 1968)
- 1887 - Romeo Orsi, militare italiano († 1913)
- 1887 - Arthur Preiss, calciatore austriaco († 1942)
- 1888 - Colin Kenny, attore irlandese († 1968)
- 1888 - Josef Ternström, mezzofondista svedese († 1953)
- 1889 - Lloyd Bacon, regista, attore e sceneggiatore statunitense († 1955)
- 1889 - Raffaele Conflenti, ingegnere aeronautico italiano († 1946)
- 1889 - Cafiero Filippelli, pittore italiano († 1973)
- 1889 - 'Abd al-Hamid Ibn Badis, filosofo algerino († 1940)
- 1890 - Pio Bondioli, giornalista e storico italiano († 1958)
- 1890 - Ernesto Chiminello, generale italiano († 1943)
- 1890 - Jack Darragh, hockeista su ghiaccio canadese († 1924)
- 1890 - Amedeo Guarnieri, calciatore e arbitro di calcio italiano († 1949)
- 1890 - Emilio Lussu, scrittore, militare e politico italiano († 1975)
- 1891 - Licco Amar, violinista ungherese († 1959)
- 1891 - Aldo Mantovani, fantino italiano († 1959)
- 1891 - Felix Schlag, medaglista statunitense († 1974)
- 1892 - Per Bertilsson, ginnasta svedese († 1972)
- 1892 - Francisco Franco, generale e politico spagnolo († 1975)
- 1892 - Liu Bocheng, generale e politico cinese († 1986)
- 1893 - August Cesarec, letterato e pubblicista croato († 1941)
- 1893 - Onorato Damen, politico italiano († 1979)
- 1894 - Giuseppina Aliverti, geofisica italiana († 1982)
- 1894 - Charles Fowkes, generale britannico († 1966)
- 1894 - Tse-Ven Soong, politico e imprenditore cinese († 1971)
- 1894 - Edgar Vuithier, calciatore svizzero († 1968)
- 1895 - Giuseppe Colapietro, militare italiano († 1936)
- 1895 - Feng Youlan, filosofo e storico cinese († 1990)
- 1895 - Sándor Gombos, schermidore ungherese († 1968)
- 1895 - Eberhard Rodt, generale tedesco († 1979)
- 1896 - Arthur Mohns, calciatore tedesco († 1960)
- 1896 - Nikolaj Semënovič Tichonov, scrittore sovietico († 1979)
- 1897 - Emanuel Carnevali, poeta e scrittore italiano († 1942)
- 1897 - Oreste Perfetti, calciatore italiano († 1927)
- 1898 - Francesco Angelini, agronomo, giornalista e politico italiano
- 1898 - Maly Delschaft, attrice tedesca († 1995)
- 1898 - Xavier Zubiri, filosofo spagnolo († 1983)
- 1899 - Tom Farquharson, calciatore irlandese († 1970)
- 1899 - Josep Granyer, scultore spagnolo († 1983)
- 1899 - Karl-Günther Heimsoth, medico, astrologo e politico tedesco († 1934)
- 1899 - Elfriede Lohse-Wächtler, pittrice tedesca († 1940)
- 1899 - Gabriele Pepe, storico italiano († 1971)
- 1900 - Eduardo Arbide, calciatore spagnolo († 1987)
- 1900 - Quintino Cataudella, grecista, latinista e traduttore italiano († 1984)
- 1900 - Waldemar Levy Cardoso, militare brasiliano († 2009)

## XX secolo(753)
- 1901 - Stefano Bazoli, avvocato, politico e antifascista italiano († 1981)
- 1901 - Nikolaj Simonov, attore sovietico († 1973)
- 1901 - Adam Walsh, allenatore di football americano statunitense († 1985)
- 1902 - Malcolm C. Bert, scenografo statunitense († 1973)
- 1902 - David Fall, tuffatore statunitense († 1964)
- 1902 - Viktor Kalisch, canoista austriaco († 1976)
- 1903 - Fritz Bräun, lottatore e sollevatore tedesco († 1982)
- 1903 - Frank Merrill, generale statunitense († 1955)
- 1903 - Ottorino Momoli, politico italiano († 1996)
- 1903 - Aaron Siskind, fotografo statunitense († 1991)
- 1903 - Eric Stacey, regista britannico († 1969)
- 1903 - Anna van der Vegt, ginnasta olandese († 1983)
- 1903 - Walter Weiler, calciatore svizzero († 1945)
- 1903 - Cornell Woolrich, scrittore statunitense († 1968)
- 1904 - Tommaso Annoscia, imprenditore e dirigente sportivo italiano († 1983)
- 1904 - Benevenuto, calciatore brasiliano († 1949)
- 1904 - Alfrēds Brašmanis, calciatore lettone († 1983)
- 1904 - Guido Calogero, filosofo, saggista e politico italiano († 1986)
- 1905 - Vincenza Cerati Rivolta, pianista italiana († 2000)
- 1905 - Iosif Efimovič Chejfic, regista e sceneggiatore sovietico († 1995)
- 1905 - Giovanni Fiorini, calciatore italiano
- 1905 - Emílio Garrastazu Médici, generale e politico brasiliano († 1985)
- 1905 - Pauli Jørgensen, calciatore danese († 1993)
- 1905 - Ambrogio Morelli, ciclista su strada e pistard italiano († 2000)
- 1905 - Antonio Samorè, cardinale e arcivescovo cattolico italiano († 1983)
- 1906 - Richard Wahl, schermidore tedesco († 1982)
- 1907 - Solomon Markovič Hromčenko, tenore russo († 2002)
- 1907 - Edvard Ravnikar, architetto sloveno († 1993)
- 1907 - Ioan Suciu, vescovo cattolico rumeno († 1953)
- 1908 - Alfred Hershey, genetista statunitense († 1997)
- 1908 - Hermann Springer, calciatore svizzero († 1978)
- 1908 - Ester B. Valdes, cantautrice, paroliera e compositrice italiana († 1993)
- 1908 - Alberto Vecchietti, giornalista, critico cinematografico e sceneggiatore italiano († 1963)
- 1909 - Carlo Pio d'Asburgo-Lorena, nobile austriaco († 1953)
- 1909 - Bobbie Heine, tennista sudafricana († 2016)
- 1910 - Bruno Bianchi, calciatore italiano († 1979)
- 1910 - Giovanni di Castri, militare italiano († 1940)
- 1910 - Settimo Gastaldi, calciatore italiano († 1972)
- 1910 - Ján Kostra, poeta, saggista e traduttore slovacco († 1975)
- 1910 - Motilal, attore indiano († 1965)
- 1910 - Alex North, compositore statunitense († 1991)
- 1910 - Ramaswamy Venkataraman, politico indiano († 2009)
- 1911 - Enrico Gallina, calciatore italiano
- 1911 - Spero Ghedini, partigiano e politico italiano († 1997)
- 1911 - Władysław Lis, astronomo polacco († 1980)
- 1911 - Piero Mariani, calciatore italiano († 1990)
- 1911 - Kurt Weckström, calciatore finlandese († 1983)
- 1912 - Mario Bo, calciatore italiano († 2003)
- 1912 - Pappy Boyington, militare e aviatore statunitense († 1988)
- 1912 - Guglielmino Casaro, calciatore italiano († 1994)
- 1912 - Willem Klein, matematico olandese († 1986)
- 1912 - Kōzō Saeki, regista e sceneggiatore giapponese († 1972)
- 1913 - Robert Adler, inventore austriaco († 2007)
- 1913 - Dolf Cohen, storico e docente olandese († 2004)
- 1913 - John Kitzmiller, ingegnere, militare e attore statunitense († 1965)
- 1913 - Claude Renoir, direttore della fotografia francese († 1993)
- 1913 - Mark Robson, regista, montatore e produttore cinematografico canadese († 1978)
- 1913 - Sergio Sartof, ufficiale e aviatore italiano († 1940)
- 1914 - Arkadij Alov, allenatore di calcio e calciatore sovietico († 1982)
- 1914 - Arthur Prior, filosofo e logico neozelandese († 1969)
- 1914 - George Swindin, allenatore di calcio e calciatore inglese († 2005)
- 1915 - Johnny Lombardi, editore e imprenditore canadese († 2002)
- 1915 - Mario Mannelli, calciatore italiano († 1999)
- 1915 - Giancarlo Marinelli, cestista e allenatore di pallacanestro italiano († 1987)
- 1916 - Luigi Bertett, partigiano italiano († 2001)
- 1916 - Knut Gadd, pallanuotista svedese († 1995)
- 1916 - Vincenzo Giovanni Giusto, magistrato e partigiano italiano († 1945)
- 1916 - Lew Jenkins, pugile statunitense († 1981)
- 1916 - Sergio Osmeña Jr., politico filippino († 1984)
- 1917 - Benedetto Cottone, politico italiano († 2018)
- 1917 - Bob Dietz, cestista e allenatore di pallacanestro statunitense († 1999)
- 1917 - Barbara Nardi, attrice italiana († 2011)
- 1918 - Leland Clark, biochimico e fisiologo statunitense († 2005)
- 1918 - Gong Qiuxia, cantante e attrice cinese († 2004)
- 1918 - Kaarle Ojanen, scacchista finlandese († 2009)
- 1918 - Francesco Servetto, calciatore italiano († 1994)
- 1919 - Alfredo Bordonali, calciatore italiano
- 1919 - Inder Kumar Gujral, politico indiano († 2012)
- 1919 - Tibor Kováč, calciatore slovacco († 2003)
- 1919 - Geneviève Prigent, ambientalista francese († 1990)
- 1919 - Giosuè Sanvito, calciatore italiano († 1950)
- 1919 - Alessandro Sassi, calciatore italiano
- 1919 - Alberto Sitta, illusionista italiano († 1989)
- 1919 - Lawrence Stone, storico britannico († 1999)
- 1920 - Nadir Afonso, pittore e architetto portoghese († 2013)
- 1920 - Michael Bates, attore britannico († 1978)
- 1920 - Bob Bolyard, cestista statunitense († 2009)
- 1920 - Franco Bonaiuti, architetto italiano († 2007)
- 1920 - Robert B. Duncan, politico statunitense († 2011)
- 1920 - Kristo Frashëri, storico albanese († 2016)
- 1920 - Luigi Lanaro, liutaio italiano († 2017)
- 1921 - Deanna Durbin, attrice e cantante canadese († 2013)
- 1921 - Carlos Franqui, scrittore, poeta e giornalista cubano († 2010)
- 1921 - Howie Hoffman, cestista statunitense († 1996)
- 1921 - Andrea Lo Presti, calciatore italiano
- 1921 - Paul Schäfer, criminale, militare e medico tedesco († 2010)
- 1922 - Luis Fernando Castillo Mendez, vescovo venezuelano († 2009)
- 1922 - Giuliano Grandi, allenatore di calcio e calciatore italiano († 1963)
- 1922 - Gérard Philipe, attore francese († 1959)
- 1922 - Vittorio Dan Segre, diplomatico, scrittore e giornalista israeliano († 2014)
- 1923 - Bruno Raschi, giornalista italiano († 1983)
- 1923 - Angelo Maria Ripellino, slavista, traduttore e poeta italiano († 1978)
- 1923 - Bill Walsh, calciatore inglese († 2014)
- 1924 - William Diehl, scrittore statunitense († 2006)
- 1924 - Giacomo Rossino, partigiano italiano († 1945)
- 1925 - Albert Bandura, psicologo canadese († 2021)
- 1925 - Manuel Doménech Pinto, calciatore e allenatore di calcio spagnolo († 2005)
- 1925 - Lino Lacedelli, alpinista italiano († 2009)
- 1925 - Fabrizio Mori, etnografo e archeologo italiano († 2010)
- 1925 - Claudio Pontello, politico italiano († 2002)
- 1925 - Bruno Siclari, magistrato italiano († 1999)
- 1925 - Sauro Tomà, calciatore italiano († 2018)
- 1926 - Pietro Leita, arbitro di calcio italiano († 2010)
- 1926 - Dante Rivola, ciclista su strada italiano († 2000)
- 1926 - Shigeo Sugimoto, calciatore giapponese († 2002)
- 1927 - Goffredo Andreini, politico italiano
- 1927 - Gae Aulenti, designer e architetta italiana († 2012)
- 1927 - Vivianna Bülow-Hübe, designer svedese († 2004)
- 1927 - Alfredo Giovanardi, politico italiano († 1998)
- 1927 - William Labov, linguista statunitense († 2024)
- 1927 - Erich Probst, calciatore austriaco († 1988)
- 1927 - Rafael Sánchez Ferlosio, scrittore, saggista e linguista spagnolo († 2019)
- 1927 - Tarzan Tyler, wrestler canadese († 1985)
- 1927 - Jozef Čurgaly, calciatore cecoslovacco († 2014)
- 1928 - Dena Dietrich, attrice statunitense († 2020)
- 1928 - Hebe de Bonafini, attivista argentina († 2022)
- 1928 - Lajos Somodi, schermidore ungherese († 2012)
- 1928 - Desmond Thompson, calciatore inglese († 2010)
- 1929 - Sergio Coppotelli, chitarrista e compositore italiano († 2016)
- 1929 - Claudio Gallico, direttore d'orchestra, clavicembalista e musicologo italiano († 2006)
- 1929 - Charles Kumi Gyamfi, allenatore di calcio e calciatore ghanese († 2015)
- 1929 - Vito Ievolella, carabiniere italiano († 1981)
- 1929 - Silvano Signori, politico, partigiano e sindacalista italiano († 2003)
- 1930 - Jim Hall, chitarrista statunitense († 2013)
- 1930 - Fabio Presca, cestista e dirigente sportivo italiano († 2008)
- 1930 - René Privat, ciclista su strada francese († 1995)
- 1930 - Félix Cuadrado Lomas, pittore spagnolo († 2021)
- 1930 - Jacqueline du Bief, ex pattinatrice artistica su ghiaccio francese
- 1931 - Galina Balašova, designer e architetta russa
- 1931 - Ken Bates, imprenditore e dirigente sportivo inglese
- 1931 - George Bromilow, calciatore inglese († 2005)
- 1931 - Alex Delvecchio, hockeista su ghiaccio e allenatore di hockey su ghiaccio canadese († 2025)
- 1931 - José Gómez del Moral, ciclista su strada spagnolo († 2021)
- 1931 - Fred Hucul, hockeista su ghiaccio canadese († 2025)
- 1931 - Corinne Marchand, attrice francese
- 1931 - Julio César Re, cestista paraguaiano († 2005)
- 1931 - Nicolò Simone, canottiere italiano († 2022)
- 1932 - François Deguelt, cantante francese († 2014)
- 1932 - Eduardo Eurnekian, imprenditore argentino
- 1932 - Moritz Heidegger, bobbista liechtensteinese († 1956)
- 1932 - Michele Lupo, regista cinematografico italiano († 1989)
- 1932 - Roh Tae-woo, generale e politico sudcoreano († 2021)
- 1932 - Tengku Afzan, sovrana malese († 1988)
- 1932 - Edgar Valcárcel, pianista e compositore peruviano († 2010)
- 1933 - Horst Buchholz, attore tedesco († 2003)
- 1933 - Claude Desseaux, cestista francese († 2020)
- 1933 - Dick Ricketts, cestista e giocatore di baseball statunitense († 1988)
- 1933 - Ronnie Shavlik, cestista statunitense († 1983)
- 1933 - Amos Spiazzi, generale italiano († 2012)
- 1933 - Vardis Vardinoyannis, armatore e imprenditore greco († 2024)
- 1934 - Luciano Anselmi, scrittore e giornalista italiano († 1996)
- 1934 - Victor French, attore statunitense († 1989)
- 1934 - Matjaž Klopčič, regista cinematografico e sceneggiatore sloveno († 2007)
- 1934 - Severino Morlin, scultore, pittore e ceramista italiano († 2024)
- 1934 - Riccardo Tommasi Ferroni, pittore e incisore italiano († 2000)
- 1935 - Renzo Barzizza, montatore, regista televisivo e produttore cinematografico italiano († 2024)
- 1935 - Andréa Parisy, attrice francese († 2014)
- 1935 - Noel Peyton, calciatore irlandese († 2023)
- 1936 - América Alonso, attrice venezuelana († 2022)
- 1936 - Franz Brungs, allenatore di calcio e ex calciatore tedesco occidentale
- 1936 - Freddy Cannon, cantante statunitense
- 1936 - John Giorno, poeta e attore statunitense († 2019)
- 1936 - Barbara Janiszewska, velocista polacca († 2000)
- 1936 - Renato Mambor, pittore e attore italiano († 2014)
- 1936 - Grace Napolitano, politica statunitense
- 1936 - Jacques Jean Joseph Jules Perrier, vescovo cattolico francese
- 1936 - Don Rogers, ex giocatore di football americano statunitense
- 1936 - Mario Sica, diplomatico italiano
- 1937 - Max Baer Jr., attore statunitense
- 1937 - David Bailie, attore sudafricano († 2021)
- 1937 - Ferenc Kardos, regista, sceneggiatore e produttore cinematografico ungherese († 1999)
- 1937 - William Lombardy, scacchista statunitense († 2017)
- 1937 - Donnelly Rhodes, attore canadese († 2018)
- 1938 - Gaetano Castelli, pittore e scenografo italiano
- 1938 - Richard Meade, cavaliere britannico († 2015)
- 1938 - Yvonne Minton, mezzosoprano australiano
- 1938 - Alfred Raoul, politico della Repubblica del Congo († 1999)
- 1938 - Louis Schlaefli, bibliotecario e storico francese
- 1939 - Joan Brady, scrittrice e ballerina statunitense († 2024)
- 1939 - Gianstefano Frigerio, politico italiano
- 1939 - Jimmy Hunt, attore statunitense († 2025)
- 1939 - Étienne Mourrut, politico francese († 2014)
- 1940 - Gary Gilmore, criminale statunitense († 1977)
- 1940 - Philippa Gould, ex nuotatrice neozelandese
- 1940 - JoAnn Morgan, ingegnere statunitense
- 1940 - Ulla Norden, cantante, conduttrice radiofonica e conduttrice televisiva tedesca († 2018)
- 1940 - Richard Robbins, compositore statunitense († 2012)
- 1941 - François Barcelo, pubblicitario e scrittore canadese († 2025)
- 1941 - Raul Blanco, allenatore di calcio e ex calciatore argentino
- 1941 - Arild Gulden, calciatore norvegese († 2024)
- 1941 - Marty Riessen, ex tennista statunitense
- 1941 - Giovanni Tonucci, arcivescovo cattolico italiano
- 1941 - Javier Valdivia, ex calciatore messicano
- 1941 - Isamu Yamaguchi, ex cestista giapponese
- 1942 - Piero Bernacchi, annunciatore televisivo e giornalista italiano
- 1942 - Gemma Jones, attrice britannica
- 1942 - Jesús Martínez Jayo, ex calciatore e allenatore di calcio spagnolo
- 1943 - Christine Beckers, ex pilota automobilistica e pilota di rally belga
- 1943 - Giovanni Campo, urbanista e politico italiano († 2006)
- 1943 - Niels Hagenau, ex calciatore danese
- 1943 - Les O'Neill, allenatore di calcio e ex calciatore inglese
- 1944 - Paolo Cantarella, ingegnere e dirigente d'azienda italiano
- 1944 - Craig Doerge, tastierista e compositore statunitense
- 1944 - Chris Hillman, chitarrista e bassista statunitense
- 1944 - Herbert Huber, sciatore alpino austriaco († 1970)
- 1944 - François Migault, pilota automobilistico francese († 2012)
- 1944 - Alena Valčėckaja, ex ginnasta sovietica
- 1944 - Miroslav Vardić, calciatore jugoslavo († 2018)
- 1944 - Dennis Wilson, musicista, cantante e attore statunitense († 1983)
- 1945 - Roberta Bondar, astronauta canadese
- 1945 - Piero Coccia, arcivescovo cattolico italiano
- 1945 - Geoff Emerick, tecnico del suono britannico († 2018)
- 1945 - Parviz Ghelichkhani, ex calciatore iraniano
- 1945 - Fran Huck, ex hockeista su ghiaccio canadese
- 1945 - Karina, cantante spagnola
- 1945 - Ricky Mantoan, musicista italiano († 2016)
- 1945 - Sten Pålsson, ex calciatore svedese
- 1945 - Peter Ressel, ex calciatore olandese
- 1945 - Karl Edward Wagner, scrittore statunitense († 1994)
- 1946 - Sherry Alberoni, attrice statunitense
- 1946 - Lajos Balázsovits, attore e regista ungherese († 2023)
- 1946 - Tim Brooks, wrestler statunitense († 2020)
- 1946 - Angela Browning, politica britannica
- 1946 - Daniel Carnevali, ex calciatore argentino
- 1946 - Doug Phillips, politico canadese
- 1946 - Giuseppe Rundo, ex cestista italiano
- 1946 - Stan Smith, allenatore di tennis e ex tennista statunitense
- 1947 - Hans Berger, politico italiano
- 1947 - Fiorella Cagnoni, scrittrice italiana
- 1947 - Alberto Campana, numismatico italiano
- 1947 - Nico Di Palo, chitarrista, cantante e compositore italiano
- 1947 - Mark Frechette, attore statunitense († 1975)
- 1947 - Furio Fusi, ex velocista italiano
- 1947 - Paolo Golinelli, storico italiano
- 1947 - Frank Sibley, calciatore e allenatore di calcio inglese († 2024)
- 1947 - Ruben Zackhras, politico marshallese († 2019)
- 1948 - Fabrizio Crisafulli, artista italiano
- 1948 - Southside Johnny, cantante statunitense
- 1948 - Giorgio Paradisi, mafioso italiano († 2006)
- 1948 - Mary Peters, politica statunitense
- 1949 - G.G. Anderson, cantante, compositore e paroliere tedesco
- 1949 - Jeff Bridges, attore, produttore cinematografico e musicista statunitense
- 1949 - Wilma Labate, regista e sceneggiatrice italiana
- 1949 - Arturo Salah, allenatore di calcio, ex calciatore e dirigente sportivo cileno
- 1949 - Pamela Stephenson, attrice neozelandese
- 1949 - Graham Eric Stirrup, generale britannico
- 1949 - Willie Watson, ex calciatore scozzese
- 1950 - Franco Agnesi, vescovo cattolico italiano
- 1950 - Jolanta Bebel-Rzymowska, ex schermitrice polacca
- 1950 - Jorge Becerra, ex cestista argentino
- 1950 - Luigi Binelli Mantelli, ammiraglio italiano
- 1950 - Vladimir Bure, nuotatore sovietico († 2024)
- 1950 - Marième Bâ, ex cestista senegalese
- 1950 - Bo Dietl, attore statunitense
- 1950 - Pierino Gavazzi, ex ciclista su strada e dirigente sportivo italiano
- 1950 - Eduardo Jons, ex schermidore cubano
- 1951 - Dan Attias, regista e produttore televisivo statunitense
- 1951 - Perry Clark, allenatore di pallacanestro statunitense
- 1951 - Gérard Courant, regista, attore e scrittore francese
- 1951 - Reinhard Eiben, ex canoista tedesco orientale
- 1951 - Mick Garris, regista e sceneggiatore statunitense
- 1951 - Alessandro Guidi, ex arbitro di calcio italiano
- 1951 - Régis Loisel, disegnatore e fumettista francese
- 1951 - Wilner Piquant, ex calciatore haitiano
- 1951 - Martha Reynoso, ex cestista cubana
- 1951 - Gary Rossington, musicista e chitarrista statunitense († 2023)
- 1951 - Patricia Wettig, attrice e drammaturga statunitense
- 1952 - Álvaro Fillol, ex tennista cileno
- 1952 - Ronald Sega, ex astronauta e ingegnere statunitense
- 1952 - Georgi Todorov, ex sollevatore bulgaro
- 1953 - Jean-Pierre Darroussin, attore francese
- 1953 - Susú Pecoraro, attrice argentina
- 1953 - Jean-Marie Pfaff, ex calciatore e allenatore di calcio belga
- 1953 - Joanne Maria Pini, compositore italiano
- 1953 - Maryam Rajavi, diplomatica iraniana
- 1953 - Francis Rooney, politico e ambasciatore statunitense
- 1953 - Mario Scarpetta, attore italiano († 2004)
- 1953 - Jenny Sorrenti, musicista e cantautrice italiana
- 1953 - Csaba Ternyák, arcivescovo cattolico ungherese
- 1954 - Maurizio Mughetti, ex arbitro di calcio e medico italiano
- 1954 - Tony Todd, attore e doppiatore statunitense († 2024)
- 1955 - Yasser Ayyash, arcivescovo cattolico giordano
- 1955 - Maurizio Bianchi, musicista italiano
- 1955 - Nicoletta Favero, politica italiana
- 1955 - Gary Graden, direttore di coro, direttore d'orchestra e docente statunitense
- 1955 - Philip Hammond, politico britannico
- 1955 - Manuel Machado, allenatore di calcio portoghese
- 1955 - José Padilla, disc jockey e produttore discografico spagnolo († 2020)
- 1955 - Yōjirō Takita, regista giapponese
- 1955 - Mauro Tedeschini, giornalista italiano
- 1955 - Jean-Philippe Vandenbrande, ex ciclista su strada belga
- 1955 - István Vaskuti, ex canoista ungherese
- 1955 - Mary Ann Vecchio, attivista statunitense
- 1955 - Cassandra Wilson, cantante statunitense
- 1956 - Stefano Arduini, linguista italiano
- 1956 - Blagoj Blagoev, ex sollevatore bulgaro
- 1956 - Marcello Cardona, poliziotto, prefetto e ex arbitro di calcio italiano
- 1956 - Richard Douieb, artista marziale francese
- 1956 - Guo Yuehua, ex tennistavolista cinese
- 1956 - Bernard King, ex cestista statunitense
- 1956 - Marcel Ramon Ponickwar de Souza, ex cestista e allenatore di pallacanestro brasiliano
- 1956 - Costantino Rocca, golfista italiano
- 1956 - Wolfgang Vlk, ex cestista austriaco
- 1956 - Danny Vranes, ex cestista statunitense
- 1957 - Raul Boesel, ex pilota automobilistico brasiliano
- 1957 - Cathy O'Brien, scrittrice statunitense
- 1957 - Salvatore Pelle, mafioso italiano
- 1957 - Evi Pröll, ex sciatrice alpina austriaca
- 1957 - Eric Steven Raymond, informatico e blogger statunitense
- 1957 - Donato Toma, ex politico italiano
- 1957 - Christa Zechmeister, ex sciatrice alpina tedesca
- 1958 - Steve Blanchard, attore e baritono statunitense
- 1958 - Luis García Montero, poeta spagnolo
- 1958 - Peter Kaiser, politico austriaco
- 1958 - Domenico Pappaterra, politico italiano
- 1958 - Antonio Rusconi, politico italiano
- 1958 - Carlo Weis, allenatore di calcio e ex calciatore lussemburghese
- 1959 - Stefano Barigelli, giornalista italiano
- 1959 - Neri Javier Colmenares, politico, avvocato e attivista filippino
- 1959 - Christa Luding, ex pattinatrice di velocità su ghiaccio e ex pistard tedesca
- 1959 - Jörgen Mårtensson, orientista svedese
- 1959 - Jerry Essan Masslo, sudafricano († 1989)
- 1959 - Paul McGrath, ex calciatore irlandese
- 1959 - Valentina Moncada, storica dell'arte e gallerista italiana
- 1959 - Marcel Pavel, cantante rumeno
- 1959 - Henk Pieterse, ex cestista olandese
- 1959 - Jim Steel, ex calciatore scozzese
- 1960 - Ciro Capobianco, poliziotto italiano († 1981)
- 1960 - Antonio Dipollina, giornalista, critico televisivo e scrittore italiano
- 1960 - Jeffrey Nachmanoff, sceneggiatore, regista e produttore televisivo statunitense
- 1960 - Glynis Nunn, ex multiplista australiana
- 1960 - Wang Yifu, tiratore a segno cinese
- 1960 - Ahmad al-Ja'bari, militare palestinese († 2012)
- 1961 - Ivana Caldato, ex cestista italiana
- 1961 - Roy Lee Dennis, statunitense († 1978)
- 1961 - Kevin Hern, politico statunitense
- 1961 - Florent Ibengé, allenatore di calcio e ex calciatore della Repubblica Democratica del Congo
- 1961 - Lyndon Johnston, ex pattinatore artistico su ghiaccio canadese
- 1961 - Ann Linde, politica svedese
- 1961 - Frank Reich, ex giocatore di football americano e allenatore di football americano statunitense
- 1961 - Chafūrin, doppiatore giapponese
- 1962 - Abdulaziz Al-Buloushi, ex calciatore kuwaitiano
- 1962 - Daniele Bosone, politico e neurologo italiano
- 1962 - Anna Frithioff, ex fondista svedese
- 1962 - Stan Gelbaugh, ex giocatore di football americano statunitense
- 1962 - Nixon Kiprotich, ex mezzofondista keniota
- 1962 - Marco Lamperti, ex cestista italiano
- 1962 - Aleksandr Val'terovič Litvinenko, agente segreto russo († 2006)
- 1962 - Yoshiyuki Morishita, attore giapponese
- 1962 - Kevin Richardson, ex calciatore inglese
- 1962 - Carey Scurry, ex cestista statunitense
- 1963 - Antōnīs Antrellīs, ex calciatore cipriota
- 1963 - Karim Belkhadra, attore francese
- 1963 - Sergej Bubka, politico, astista e dirigente sportivo ucraino
- 1963 - Harri Eloranta, ex biatleta finlandese
- 1963 - Federico Ghiotto, ex ciclista su strada italiano
- 1963 - Nigel Heslop, ex rugbista a 15 britannico
- 1963 - Javed Jaffrey, attore indiano
- 1963 - Jurij Kaškarov, ex biatleta e sciatore di pattuglia militare sovietico
- 1963 - Jesús Montoya, ex ciclista su strada spagnolo
- 1963 - Jozef Sabovčík, ex pattinatore artistico su ghiaccio cecoslovacco
- 1963 - Mike Snoei, allenatore di calcio e ex calciatore olandese
- 1963 - Alessandro Volpi, storico e politico italiano
- 1964 - Jean-Michel Blanquer, politico francese
- 1964 - Bruno Cannucciari, fumettista italiano
- 1964 - Christopher B. Duncan, attore statunitense
- 1964 - Sertab Erener, cantante, paroliera e compositrice turca
- 1964 - Feridun Zaimoglu, scrittore e artista tedesco
- 1964 - Benoît Giasson, ex schermidore canadese
- 1964 - Jonathan Goldstein, attore, regista televisivo e produttore televisivo statunitense
- 1964 - Rob Harmeling, ex ciclista su strada olandese
- 1964 - Scott Hastings, ex rugbista a 15 britannico
- 1964 - Uwe Kröger, attore e cantante tedesco
- 1964 - Diego Lama, scrittore, architetto e giornalista italiano
- 1964 - Chelsea Noble, attrice statunitense
- 1964 - Rene Pauritsch, allenatore di calcio, dirigente sportivo e ex calciatore austriaco
- 1964 - Sevil Shhaideh, economista, funzionaria e politica rumena
- 1964 - Antonio Tessariol, allenatore di calcio e ex calciatore italiano
- 1964 - Marisa Tomei, attrice statunitense
- 1965 - Maurizio Acerbo, politico italiano
- 1965 - Carlos Carvalhal, allenatore di calcio e ex calciatore portoghese
- 1965 - Marcus D'Amico, attore britannico († 2020)
- 1965 - Anthony DeSando, attore statunitense
- 1965 - Jan S. Eckert, bassista tedesco
- 1965 - Ulf Kirsten, ex calciatore tedesco
- 1965 - Bart Lubbers, imprenditore olandese
- 1965 - Francesco Manassero, ex calciatore peruviano
- 1965 - Lorenzo Scarafoni, allenatore di calcio e ex calciatore italiano
- 1965 - Veronica Taylor, doppiatrice statunitense
- 1965 - Álex de la Iglesia, regista e sceneggiatore spagnolo
- 1966 - Karen Abrahamyan, politico e generale karabakho
- 1966 - Vladimir Alekno, allenatore di pallavolo e ex pallavolista russo
- 1966 - Fred Armisen, comico e attore statunitense
- 1966 - Joel Bettin, ex canoista francese
- 1966 - Fabio De Gaspari, ex giavellottista italiano
- 1966 - Jerome Lane, ex cestista statunitense
- 1966 - Masta Ace, rapper statunitense
- 1966 - Carey Means, doppiatore e attore teatrale statunitense
- 1967 - Adamski, musicista e produttore discografico inglese
- 1967 - Guillermo Amor, allenatore di calcio e ex calciatore spagnolo
- 1967 - Fernando Gonçalves, ex calciatore portoghese
- 1967 - Nami Iguchi, regista e sceneggiatrice giapponese
- 1967 - Igor' Korneev, allenatore di calcio e ex calciatore russo
- 1967 - Paolo Mandelli, allenatore di calcio e ex calciatore italiano
- 1967 - Massimo Morini, cantante, musicista e regista italiano
- 1967 - Nick Rizzuto, mafioso canadese († 2009)
- 1967 - Klaus Wilmsmeyer, ex giocatore di football americano canadese
- 1968 - Mike Barrowman, ex nuotatore statunitense
- 1968 - Britta Bilač, ex altista tedesca
- 1968 - John Fitzgerald, ex calciatore e ex giocatore di calcio a 5 canadese
- 1968 - Armin Kremer, pilota di rally tedesco
- 1968 - Jin'ya Nishikata, ex saltatore con gli sci giapponese
- 1969 - Yui Asaka, attrice e cantante giapponese
- 1969 - Jay-Z, rapper, imprenditore e produttore discografico statunitense
- 1969 - Tamás Deutsch, ex nuotatore ungherese
- 1969 - Dionne Farris, cantautrice e produttrice discografica statunitense
- 1969 - Didier Mollard, ex saltatore con gli sci francese
- 1969 - Cătălin Necula, allenatore di calcio e ex calciatore rumeno
- 1969 - Gregor Virant, politico sloveno
- 1969 - Dorel Zegrean, ex calciatore rumeno
- 1970 - Ian Baraclough, allenatore di calcio e ex calciatore inglese
- 1970 - Chantal Biya, first lady camerunese
- 1970 - Jeff Blake, ex giocatore di football americano statunitense
- 1970 - Fat Pat, rapper statunitense († 1998)
- 1970 - Alfredo Intriago, ex arbitro di calcio ecuadoriano
- 1970 - Kim Bong-soo, ex calciatore sudcoreano
- 1970 - Kim Hee-jung, attrice sudcoreana
- 1970 - Rosario Pellecchia, disc jockey, conduttore radiofonico e cantante italiano
- 1970 - Dimitri Platanias, baritono greco
- 1970 - Kevin Sussman, attore statunitense
- 1970 - Sylvester Terkay, wrestler statunitense
- 1970 - Skip Woods, sceneggiatore, regista e produttore cinematografico statunitense
- 1971 - Shannon Briggs, pugile, ex kickboxer e attore statunitense
- 1971 - Alberto Corradi, fumettista, scrittore e saggista italiano
- 1971 - Adam Horowitz, sceneggiatore e produttore televisivo statunitense
- 1971 - Nico Montigiani, astronomo italiano
- 1971 - Massimiliano Sirena, velista italiano
- 1971 - Edoardo Sylos Labini, attore italiano
- 1972 - Massimiliano D'Ambrosio, cantautore italiano
- 1972 - Howard Eisley, ex cestista e allenatore di pallacanestro statunitense
- 1972 - Kerry-Anne Guse, ex tennista australiana
- 1972 - Charly Hübner, attore e regista tedesco
- 1972 - Yūko Miyamura, doppiatrice e cantante giapponese
- 1972 - Jānis Ozols, ex bobbista lettone
- 1972 - Rüfət Quliyev, ex calciatore azero
- 1972 - Franck Tournaire, rugbista a 15 francese
- 1973 - Tyra Banks, supermodella, attrice e personaggio televisivo statunitense
- 1973 - Keith Caputo, cantante statunitense
- 1973 - Michele Ceccoli, ex calciatore sammarinese
- 1973 - Rodrigo Cordero, ex calciatore costaricano
- 1973 - Ferry Corsten, disc jockey olandese
- 1973 - Gianluca Jodice, regista italiano
- 1973 - Kate Rusby, cantautrice britannica
- 1973 - Cristina Scocchia, dirigente d'azienda italiana
- 1973 - Corliss Williamson, ex cestista e allenatore di pallacanestro statunitense
- 1974 - Dan Bongino, conduttore televisivo, funzionario e politico statunitense
- 1974 - H.L. Coleman, ex cestista statunitense
- 1974 - Ivan Della Valle, politico italiano
- 1974 - Ruslan Edel'geriev, poliziotto e politico russo
- 1974 - Txema, ex calciatore andorrano
- 1974 - Manuela Henkel, ex fondista tedesca
- 1974 - Anke Huber, ex tennista tedesca
- 1974 - Dafne Musolino, politica italiana
- 1974 - Reynaldo Parks, ex calciatore costaricano
- 1974 - Paolo Pinna Parpaglia, scrittore e avvocato italiano
- 1975 - Michael Appleton, allenatore di calcio e ex calciatore inglese
- 1975 - Driss El Asmar, ex calciatore marocchino
- 1975 - Igor Hinić, pallanuotista croato
- 1975 - Naman Tarcha, giornalista e conduttore televisivo siriano
- 1975 - Sébastien Tayac, ginnasta francese
- 1975 - Peter Wennberg, allenatore di calcio svedese
- 1976 - Federica Cerretti, ex cestista italiana
- 1976 - Daniele Coro, compositore, paroliere e produttore discografico italiano
- 1976 - Massimiliano Eroli, ex nuotatore italiano
- 1976 - Riccardo Gaucci, dirigente sportivo e ex giocatore di calcio a 5 italiano
- 1976 - Andi-Gabriel Grosaru, avvocato e politico romeno
- 1976 - Kristina Groves, ex pattinatrice di velocità su ghiaccio canadese
- 1976 - Igli Hasani, diplomatico e politico albanese
- 1976 - Greg Landsman, politico statunitense
- 1976 - Betty Lennox, ex cestista statunitense
- 1976 - Luís Loureiro, allenatore di calcio e ex calciatore portoghese
- 1976 - Paul Miner, musicista, bassista e produttore discografico statunitense
- 1976 - Mbo Mpenza, dirigente sportivo e ex calciatore belga
- 1976 - Phil Murphy, ex rugbista a 15 canadese
- 1976 - Dave Thomas, ex cestista e dirigente sportivo canadese
- 1976 - Joshua Waitzkin, scacchista e artista marziale statunitense
- 1977 - Marei Al Ramli, ex calciatore libico
- 1977 - José Jadílson dos Santos Silva, ex calciatore brasiliano
- 1977 - Tiago Jorge Honório, ex calciatore brasiliano
- 1977 - Nancy Mace, politica statunitense
- 1977 - Darvis Patton, ex velocista statunitense
- 1977 - Claudia Pinna, mezzofondista italiana
- 1977 - Jānis Rinkus, ex calciatore lettone
- 1977 - Ljubov' Sokolova, dirigente sportiva e ex pallavolista russa
- 1977 - Morten Veland, cantautore, polistrumentista e compositore norvegese
- 1978 - Miri Ben-Ari, violinista israeliana
- 1978 - Jamie Bochert, modella statunitense
- 1978 - Carmine Borrino, attore, drammaturgo e regista italiano
- 1978 - Cory Bradford, cestista statunitense
- 1978 - Lars Bystøl, ex saltatore con gli sci norvegese
- 1978 - Philippe De Backer, politico belga
- 1978 - Susanne Ekman, ex sciatrice alpina svedese
- 1978 - Leuterīs Kontoleuteros, ex calciatore cipriota
- 1978 - Victoria Noel-Johnson, storica dell'arte britannica
- 1978 - Michael Ricketts, ex calciatore inglese
- 1978 - Mina Tander, attrice tedesca
- 1978 - Cristian Terheș, politico romeno
- 1978 - Éva Tófalvi, ex biatleta rumena
- 1979 - Danubio Bennett, ex cestista panamense
- 1979 - Jay DeMerit, ex calciatore statunitense
- 1979 - Lola Dewaere, attrice francese
- 1979 - Christopher Kanu, ex calciatore nigeriano
- 1979 - Maite Kelly, cantante e attrice irlandese
- 1979 - Andrej Komac, allenatore di calcio e ex calciatore sloveno
- 1979 - Franck Matingou, ex calciatore della Repubblica Democratica del Congo
- 1979 - Jacob Tomuri, attore e stuntman neozelandese
- 1979 - Miwa Yonetsu, ex calciatrice giapponese
- 1980 - Brian Cook, ex cestista statunitense
- 1980 - Gianmaria Dal Maistro, ex sciatore alpino italiano
- 1980 - Tomasz Gruszczyński, ex calciatore polacco
- 1980 - Santiago Mitre, regista cinematografico e sceneggiatore argentino
- 1980 - Tuğba Palazoğlu, ex cestista turca
- 1980 - Stefan Pfannmöller, canoista tedesco
- 1980 - Alfredo Ricci, politico e avvocato italiano
- 1980 - Tommy Smith, ex cestista statunitense
- 1980 - Viktor, wrestler canadese
- 1980 - Erik Tysse, marciatore norvegese
- 1981 - Savvas Exouzidīs, ex calciatore greco
- 1981 - Alejandro Flores, cestista dominicano
- 1981 - Li Zhuo, ex sollevatrice cinese
- 1981 - Tim Manawatu, rugbista a 15 e dirigente sportivo neozelandese
- 1981 - Lila McCann, cantante statunitense
- 1981 - Abdulrahman Mousa, ex calciatore kuwaitiano
- 1981 - Carmine Tarantino, allenatore di calcio a 5 italiano
- 1981 - Damián Tintorelli, cestista argentino
- 1981 - Brian Vandborg, ex ciclista su strada danese
- 1981 - Masato Yamazaki, ex calciatore giapponese
- 1982 - Matt Fox, ex giocatore di baseball statunitense
- 1982 - Sergej Gorbok, ex pallamanista e allenatore di pallamano russo
- 1982 - Faisal Khalil, ex calciatore emiratino
- 1982 - Marteria, rapper e cantante tedesco
- 1982 - Ricardo Dionisio, allenatore di calcio portoghese
- 1982 - Mamadou Tall, ex calciatore ivoriano
- 1982 - Ho-Pin Tung, pilota automobilistico cinese
- 1982 - Nick Vujicic, predicatore australiano
- 1983 - Răzvan Cuc, politico rumeno
- 1983 - Arpine Hovhannisyan, avvocato e politico armena
- 1983 - Andrea Rolla, ex nuotatore italiano
- 1983 - Pablo Shorey, lottatore cubano
- 1983 - Željko Stegnjaja, giocatore di football americano croato
- 1983 - Tommaso Teruggia, hockeista su ghiaccio italiano
- 1983 - Wang Jie, giocatrice di beach volley cinese
- 1983 - Orin de Waard, ex calciatore olandese
- 1984 - Mariangela, cantautrice e attrice italiana
- 1984 - Jelly Roll, cantautore e rapper statunitense
- 1984 - Luis Eduardo Delgado, calciatore spagnolo
- 1984 - Lindsay Felton, attrice statunitense
- 1984 - Gentiana Ismajli, cantante albanese
- 1984 - Fabrice Jeandesboz, ex ciclista su strada francese
- 1984 - Nick LaBrocca, ex calciatore statunitense
- 1984 - Leong Mun Yee, tuffatrice malese
- 1984 - Fernando Marqués, ex calciatore spagnolo
- 1984 - Mattia Masi, ex calciatore sammarinese
- 1984 - Stevo Nikolić, calciatore bosniaco
- 1984 - Anna Petrakova, ex cestista russa
- 1984 - Alec Secăreanu, attore rumeno
- 1984 - Ferdinando Sforzini, dirigente sportivo e ex calciatore italiano
- 1984 - Brooke Tessmacher, wrestler e modella statunitense
- 1984 - Joe Thomas, ex giocatore di football americano statunitense
- 1984 - Kenichi Yumoto, lottatore giapponese
- 1984 - Shinichi Yumoto, lottatore giapponese
- 1984 - Inés Zorreguieta, politica argentina († 2018)
- 1985 - Thomas Bersinger, canoista francese
- 1985 - Stephen Dawson, ex calciatore irlandese
- 1985 - Ektor, rapper ceco
- 1985 - Sebastián Izaguirre, ex cestista uruguaiano
- 1985 - Javi Lara, ex calciatore spagnolo
- 1985 - Ibtihaj Muhammad, schermitrice e imprenditrice statunitense
- 1985 - Ronald Ortiz-Magro, personaggio televisivo statunitense
- 1985 - Jorginho, ex calciatore brasiliano
- 1985 - Krista Siegfrids, cantante finlandese
- 1985 - Emanuel Silva, canoista portoghese
- 1985 - Nathan Stewart-Jarrett, attore britannico
- 1985 - Tiffany Welford, ex tennista australiana
- 1985 - Rodrigo Tiuí, ex calciatore brasiliano
- 1986 - Maria Gadú, cantautrice e chitarrista brasiliana
- 1986 - Nevin Galmarini, snowboarder svizzero
- 1986 - Marcos García Fernández, ex ciclista su strada spagnolo
- 1986 - Egejuru Godslove, calciatore nigeriano
- 1986 - Ruben Imingen, ex calciatore norvegese
- 1986 - Vladyslav Lupaško, ex calciatore ucraino
- 1986 - Nicolae Mușat, ex calciatore rumeno
- 1986 - Kōdai Watanabe, calciatore giapponese
- 1986 - Martell Webster, ex cestista statunitense
- 1987 - Bruno Banani, slittinista tongano
- 1987 - Mikheil Berishvili, cestista georgiano
- 1987 - Orlando Brown, attore e comico statunitense
- 1987 - Éverton Cardoso, giocatore di calcio a 5 brasiliano
- 1987 - David Cotterill, ex calciatore gallese
- 1987 - Dree Hemingway, modella e attrice statunitense
- 1987 - Shōki Hirai, ex calciatore giapponese
- 1987 - Grégoire Leprince-Ringuet, attore e regista francese
- 1987 - Ruslan Poiseev, taekwondoka russo
- 1987 - Gabriella Vico, ex pallavolista italiana
- 1988 - Jesús Aicardo, giocatore di calcio a 5 spagnolo
- 1988 - Mohammed Ba Rowis, calciatore yemenita
- 1988 - Stjepan Babić, ex calciatore croato
- 1988 - Miki Kanie, arciera giapponese
- 1988 - Leandro Leguizamón, calciatore argentino
- 1988 - Mario Maurer, attore, modello e cantante thailandese
- 1988 - Justin Meram, ex calciatore statunitense
- 1988 - Andrea Moser, ex hockeista su ghiaccio italiano
- 1988 - Natasha Pulley, scrittrice britannica
- 1988 - Andrij Pyljavs'kyj, ex calciatore ucraino
- 1989 - Anastasija Artem'eva, pallavolista russa
- 1989 - Duško Bunić, ex cestista serbo
- 1989 - Ryan Dungey, pilota motociclistico statunitense
- 1989 - Maximiliano Lugo, ex calciatore argentino
- 1989 - Ian McKinley, ex rugbista a 15 e allenatore di rugby a 15 irlandese
- 1989 - Michal Nguyễn, calciatore ceco
- 1990 - Dylan Alcott, ex tennista e ex cestista australiano
- 1990 - Ernst Brun Jr., ex giocatore di football americano statunitense
- 1990 - Andrij Fedečko, pentatleta ucraino
- 1990 - Elizabeth Field, pallavolista statunitense
- 1990 - Lukman Haruna, ex calciatore nigeriano
- 1990 - Roberto Heuchayer Santos de Araújo, calciatore brasiliano
- 1990 - Yukiko Inui, sincronetta giapponese
- 1990 - Haley Jacob, pallavolista statunitense
- 1990 - Norma Kuhling, attrice, modella e doppiatrice statunitense
- 1990 - Amita Kuttner, politico e astrofisico canadese
- 1990 - Moonica Mac, cantante svedese
- 1991 - Chaker Alhadhur, calciatore francese
- 1991 - Hayley Arceneaux, astronauta statunitense
- 1991 - Auston Barnes, cestista statunitense
- 1991 - Francesca Calabrese, attrice italiana
- 1991 - Nikola Ćirković, calciatore serbo
- 1991 - Duje Dukan, cestista croato
- 1991 - Samuel García, velocista spagnolo
- 1991 - Max Holloway, artista marziale misto statunitense
- 1991 - John Lotulelei, giocatore di football americano statunitense
- 1991 - Vasilīs Mantzīs, calciatore greco
- 1991 - André Roberson, cestista statunitense
- 1991 - Andre Stringer, ex cestista statunitense
- 1991 - Cristian Valencia, calciatore colombiano
- 1991 - Lomepal, rapper e cantante francese
- 1991 - Reality Winner, attivista e linguista statunitense
- 1991 - Andrew Yogan, hockeista su ghiaccio canadese
- 1992 - Ryan Anderson, ex cestista statunitense
- 1992 - Daniele Cavazzani, triplista italiano
- 1992 - Keron DeShields, cestista statunitense
- 1992 - Harry Hains, attore, modello e musicista australiano († 2020)
- 1992 - Derrick Jones, giocatore di football americano statunitense
- 1992 - Jin, cantante e paroliere sudcoreano
- 1992 - Federica Moroni, calciatrice italiana
- 1992 - Joe Musgrove, giocatore di baseball statunitense
- 1992 - Līna Mūze, giavellottista lettone
- 1992 - Loïc Schwartz, cestista belga
- 1992 - Aigars Šķēle, cestista lettone
- 1992 - Blake Snell, giocatore di baseball statunitense
- 1992 - Venerus, cantautore, produttore discografico e polistrumentista italiano
- 1993 - Nataša Andonova, calciatrice macedone
- 1993 - Trey Caldwell, giocatore di football americano statunitense
- 1993 - Taco van der Hoorn, ciclista su strada olandese
- 1993 - Steven Lammertink, ex ciclista su strada olandese
- 1993 - Sireethorn Leearamwat, modella tailandese
- 1993 - Jarosław Mecmajer, taekwondoka polacco
- 1993 - Ofir Mizrachi, calciatore israeliano
- 1993 - Yohannes Nega, calciatore eritreo
- 1993 - Gabriele Nelli, pallavolista italiano
- 1993 - Reruhi Shimizu, saltatore con gli sci giapponese
- 1993 - Florian Wegan, giocatore di football americano austriaco
- 1993 - Matěj Zahálka, ciclista su strada ceco
- 1994 - Katrine Aalerud, ciclista su strada norvegese
- 1994 - Charles Eloundou, calciatore camerunese
- 1994 - Gabriel Lundberg, cestista danese
- 1994 - Karin Lundin, calciatrice svedese
- 1994 - Franco Morbidelli, pilota motociclistico italiano
- 1994 - Leandro Trossard, calciatore belga
- 1994 - Gregory Wüthrich, calciatore svizzero
- 1995 - Uche Agbo, calciatore nigeriano
- 1995 - Dina Asher-Smith, velocista britannica
- 1995 - Déborah Lukumuena, attrice francese
- 1995 - Montae Nicholson, giocatore di football americano statunitense
- 1995 - Paola Padovan, giavellottista italiana
- 1995 - Salam Ranjan Singh, calciatore indiano
- 1996 - James Clugnet, fondista britannico
- 1996 - Birnir Snær Ingason, calciatore islandese
- 1996 - Diogo Jota, calciatore portoghese († 2025)
- 1996 - Corenthyn Lavie, calciatore francese
- 1996 - Marco Lukka, calciatore estone
- 1996 - Kristiine Miilen, pallavolista estone
- 1996 - Tete Morente, calciatore spagnolo
- 1996 - Achraf Moutii, judoka marocchino
- 1996 - Dar'ja Svatkovskaja, ex ginnasta russa
- 1996 - Illja Sydorov, cestista ucraino
- 1996 - Sebastián Vegas, calciatore cileno
- 1996 - Broderick Washington Jr., giocatore di football americano statunitense
- 1996 - Diogo de Oliveira Barbosa, calciatore brasiliano
- 1996 - Urška Žigart, ciclista su strada slovena
- 1997 - David Ambler, canottiere britannico
- 1997 - Mark Ambor, cantautore statunitense
- 1997 - Aleksandar Busnić, calciatore serbo
- 1997 - Martina Capurro Taborda, tennista argentina
- 1997 - Mike Danna, giocatore di football americano statunitense
- 1997 - Makhtar Gueye, calciatore senegalese
- 1997 - Deonte Harty, giocatore di football americano statunitense
- 1997 - Bernardo Martins, calciatore portoghese
- 1997 - Maxime Lopez, calciatore francese
- 1997 - Silvio Merkaj, calciatore albanese
- 1997 - Ryan Nyambe, calciatore namibiano
- 1997 - Richard Paredes, calciatore cileno
- 1997 - Jorre Verstraeten, judoka belga
- 1997 - Sebastian Weyer, speedcuber tedesco
- 1997 - Liu Yukun, tiratore a volo cinese
- 1998 - Michaela Bayerlová, tennista ceca
- 1998 - Chaundee Brown, cestista statunitense
- 1998 - Grant Calcaterra, giocatore di football americano statunitense
- 1998 - Stefan Đorđević, cestista serbo
- 1998 - Tomoya Fujii, calciatore giapponese
- 1998 - Taika Koilahti, lunghista finlandese
- 1998 - Armand Laurienté, calciatore francese
- 1998 - Alessandro Lever, cestista italiano
- 1998 - Manuel Lombardo, judoka italiano
- 1998 - Leonel Rivas, calciatore argentino
- 1998 - Leonardo Scanferla, pallavolista italiano
- 1998 - Si Yajie, tuffatrice cinese
- 1998 - Marko Tući, calciatore montenegrino
- 1999 - Thymen Arensman, ciclista su strada e ciclocrossista olandese
- 1999 - Filippo Ferrari, snowboarder italiano
- 1999 - Sandro Kulenović, calciatore croato
- 1999 - Just Kwaou-Mathey, ostacolista francese
- 1999 - Uladzislaŭ Mal'kevič, calciatore bielorusso
- 1999 - Ali McCann, calciatore nordirlandese
- 1999 - Fynnian McCarthy, pallavolista canadese
- 1999 - Tiakola, rapper e cantante francese
- 1999 - Mauro Schmid, ciclista su strada e pistard svizzero
- 1999 - Tahith Chong, calciatore olandese
- 1999 - Mònica Dòria Vilarrubla, canoista andorrana
- 2000 - Zeki Amdouni, calciatore svizzero
- 2000 - Shervoni Mabatshoev, calciatore tagiko
- 2000 - Maksymilian Sitek, calciatore polacco
- 2000 - Tyrese Spicer, calciatore trinidadiano
- 2000 - Temitayo Thomas-Ailara, pallavolista statunitense

## XXI secolo(20)
- 2001 - Jahdae Barron, giocatore di football americano statunitense
- 2001 - Sonja Gigler, sciatrice freestyle austriaca
- 2001 - Valentin Jachmann, sciatore alpino tedesco
- 2001 - Nicolò Rovella, calciatore italiano
- 2002 - Jan Biegański, calciatore polacco
- 2002 - John Butler, cestista statunitense
- 2002 - María Dueñas, violinista spagnola
- 2002 - Ahmed Hafnaoui, nuotatore tunisino
- 2002 - Donovan Jackson, giocatore di football americano statunitense
- 2002 - Michael Sambataro, calciatore dominicano
- 2002 - Stefan Todorović, cestista serbo
- 2002 - Nikola Wielowska, pistard e ciclista su strada polacca
- 2003 - Nicola Berdini, cestista italiano
- 2003 - Sebastián Boselli, calciatore uruguaiano
- 2003 - Ousmane Diomande, calciatore ivoriano
- 2003 - Elena Mposgana, cestista greca
- 2003 - Jakub Mądrzyk, calciatore polacco
- 2004 - Sheng Lihao, tiratore a segno cinese
- 2005 - Petra Marčinko, tennista croata
- 2007 - Scarlett Estevez, attrice statunitense

## Senza anno specificato(1)
- Skye Stracke, modella australiana